# Джурин (Шаргородский район)
Джури́н (укр. Джурин, пол. Dżuryn) — село на территории Украины, находится в Жмеринском районе Винницкой области.
Население по переписи 2001 года составляет 3 734 человека. Почтовый индекс — 23545. Телефонный код — 4344.
Занимает площадь 6,2 км².

## Географическое расположение
Джурин находится в юго-восточной части Шаргородского района, на слиянии двух рек — Джурки и Волчицы, дающих начало реке Мурафа, впадающей в Днестр.
Село находится в 18 километрах от районного центра Шаргород, в 85 километрах от областного центра Винница (ближайший аэропорт). До железнодорожной станции Рахны — 18 километров. До  Могилев-Подольского, который находится на левом берегу Днестра, на границе Украины и Республики Молдова, — 55 километров.

## История
Название Джурин походит на фонетически изменённое слово «Чурилов». Как упоминается в летописях (1547), на месте нынешнего населенного пункта была расположена известная в здешних местах крепость и городок Чурилов, о которых в своих трудах упоминает украинский историк Михаил Грушевский.
После Люблянской унии (1569 г.) земли Чурилова (Джурина) отошли к Речи Посполитой. С 1672 года они входят в Брацлавское воеводство, которое было составной частью Турции. В населенном пункте размещался турецкий гарнизон. Оккупация длилась 27 лет.
В 1699 Джурин снова вошёл в состав Речи Посполитой. Именно в это время в населенном пункте появилась большая колония евреев.
В 1767 году Джурин приобретает Магдебургское право. Оно разрешало жителям населенного пункта ежемесячное проведение ярмарки и еженедельную торговлю животными.
После второго раздела Польши (1793 г.) вся Правобережная Украина, в том числе и село Джурин, вошли в состав Российской империи.
Согласно сохранившимся данным, в 1861 году в Джурине проживало 2667 жителей, в 1868 году в селе было 262 хозяйства, четыре мельницы, десять ремесленных мастерских.
Согласно переписи начала двадцатых годов минувшего века, в Джурине работало два сельских совета — украинский, и еврейский. В каждом числилось примерно одинаковое количество граждан — по две с половиной тысячи.

## Личности
- Зеленюк Иван Степанович — украинский историк, партийный и просветительский деятель.
- Горобец Александр Александрович — главный редактор газеты «Правда Украины» (1991—1999), заслуженный журналист Украины, член Национального союза писателей Украины.

## Религия
В селе действует храм Рождества Пресвятой Богородицы Шаргородского благочиния Могилёв-Подольской епархии Украинской православной церкви.

## Адрес местного совета
23545, Винницкая область, Шаргородский район, с. Джурин, ул. Заводская